# Y del Serpentari
Y del Serpentari (Y Ophiuchi) és un estel a la constel·lació del Serpentari. És un variable cefeida —semblant a δ Cephei o a Mekbuda (ζ Geminorum)— la lluentor del qual oscil·la entre magnitud aparent +5,87 i +6,46 en un període de 17,1241 dies. Observacions dutes a terme al llarg de dues dècades han constatat que l'amplitud de la corba de llum d'aquesta cefeida disminueix amb el temps.
Y del Serpentari és un supergegant de tipus espectral mitjà F8Iab amb una temperatura efectiva d'aproximadament 5.410 K. De gran grandària, té un radi comprès entre 86 i 94 vegades el radi solar i gira sobre si mateix amb una velocitat de rotació projectada de 4 km/s. Té una massa 5,8 vegades major que la del Sol. Presenta un contingut metàl·lic comparable al solar, i el seu índex de metal·licitat és [Fe/H] = +0,05.
Igual que l de la Quilla o RS de la Popa, Y del Serpentari es troba envoltada per un embolcall circumestel·lar que contribueix aproximadament amb el 5% del flux total. La seva distància respecte al Sistema Solar, basada en la relació entre les variacions de color i del diàmetre angular, és d'aproximadament 1940 anys llum.